# Serie espectroquímica
Una serie espectroquímica es una lista de ligandos ordenados por fuerza del ligando y una lista de iones metálicos basada en su número de coordinación, grupo y su identidad. En la Teoría del campo cristalino, los ligandos modifican la diferencia en energía entre los orbitales d (Δ - parámetro de desdoblamiento del campo ligante), que se ve reflejado principalmente en las diferencias en color entre complejos metal-ligando similares.
Una serie espectroquímica parcial listando los ligandos de menor Δ a mayor Δ:
I− < Br− < S2− < SCN− < Cl− < NO3− < N3− < F− < OH− < C2O42− ≈ H2O < NCS− < CH3CN < py (piridina) < NH3 < en (etilendiamina) < bipy (2,2'-bipiridina) < phen (1,10-fenantrolina) < NO2− < PPh3 < CN− ≈ CO